# روبرتو بوجيالي
روبرتو بوجيالي (بالإيطالية: Roberto Poggiali)‏ مواليد 16 أبريل 1941 في فلورنسا، هو دراج إيطالي.

## سباقات أو مراحل فاز بها
- طواف سويسرا

## روابط خارجية
- روبرتو بوجيالي على موقع أرشيف الدراجات (الإنجليزية)
- روبرتو بوجيالي على موقع إحصائيات الدراجات الإحترافية (الإنجليزية)
- روبرتو بوجيالي على موقع CycleBase (الإنجليزية)